# Nationaal Park Vodlozerski
Nationaal Park Vodlozerski (Russisch: Водлозерский национальный парк) is een nationaal park gelegen in Oblast Archangelsk en de deelrepubliek Karelië in het noorden van Europees Rusland. De oprichting tot nationaal park vond plaats op 20 april 1991 per decreet (№ 224/1991) van de Raad van Ministers van de Russische SFSR. Het nationaal park heeft een oppervlakte van 4.692,85 km². In 2001 werd het nationaal park toegevoegd aan de lijst van biosfeerreservaten onder het Mens- en Biosfeerprogramma (MAB) van UNESCO.

## Kenmerken
Nationaal Park Vodlozerski is gelegen in het noordwesten van Rusland in de boreale boszone. Hier bevinden zich verschillende associaties met bosvormende soorten als grove den (Pinus sylvestris), fijnspar (Picea abies), Siberische spar (Picea obovata), zachte berk (Betula pubescens) en ruwe berk (Betula pendula). Belangrijke soorten in de ondergroei zijn onder meer de blauwe bosbes (Vaccinium myrtillus), struikhei (Calluna vulgaris), lavendelhei (Andromeda polifolia) en dwergberk (Betula nana). Andere biotopen zijn hoogvenen, rivieren en vele zoetwatermeren. Het grootste zoetwatermeer is het Vodlozeromeer met een oppervlakte van 358 km². Het nationaal park ligt op een gemiddelde hoogte van 200 meter boven zeeniveau en bereikt een maximumhoogte van 317 meter. Ook zijn er meerdere culturele monumenten in het gebied, waaronder 18e en 19e-eeuwse houten kapellen en kloosters.

## Dierenwereld
In de bossen van het nationaal park kan men zoogdieren aantreffen die kenmerkend zijn voor de Euraziatische boszone, zoals het eland (Alces alces), bruine beer (Ursus arctos), wolf (Canis lupus), Europese nerts (Mustela lutreola) en veelvraat (Gulo gulo). Onder de 204 vastgestelde vogels bevinden zich soorten als wilde zwaan (Cygnus cygnus), korhoen (Lyrurus tetrix), kraanvogel (Grus grus) en visarend (Pandion haliaetus).
- Gemeinsame Normdatei: 4656719-7